# Ghetto Tenje
Das Ghetto Tenje („Ghetto Tenja“, „Tenjaer Ghetto“), errichtet als Sammellager Tenje („Lager Tenje“) wurde im Zweiten Weltkrieg errichtet, um von Mai bis August 1942 bis zu 3000 Juden zu internieren (kroatisch židovsko naselje u Tenji ‚jüdische Siedlung in Tenja‘). Es war das größte Sammellager auf dem Gebiet des faschistischen Unabhängigen Staates Kroatien (NDH). In der Enzyklopädie des Holocaust (1995) lautet die Bezeichnung „Konzentrationslager Tenje“. Die manchmal genutzte Bezeichnung „Ghetto“ hat in dem Begriff nicht die Bedeutung eines mittelalterlichen Judenghettos.
Das Lager wurde im März 1942 im Dorf Tenja bei Osijek errichtet und im August desselben Jahres aufgelöst. Hierher wurden vor allem Juden aus Osijek und den umliegenden Städten und Dörfern deportiert. Es diente schließlich hauptsächlich als Sammellager für die Deportationen in das KZ Jasenovac der Ustascha oder in das KZ Auschwitz – nur wenige überlebten. Das Lager Tenje war als solches Teil der organisierten Massenvernichtung, der sogenannten „Endlösung der Judenfrage“.